# Thomas Bowdler
Thomas Bowdler (11 juillet 1754 - 24 février 1825) est un médecin anglais qui publia une version expurgée des œuvres de William Shakespeare, version qu’il considérait plus appropriée pour les femmes et les enfants. Il publia de la même façon une version d’Histoire de la décadence et de la chute de l’Empire romain d’Edward Gibbon. 

## The Family Shakespeare
Bowdler publia à partir de 1807 The Family Shakespeare en plusieurs volumes contenant 24 des pièces de Shakespeare. La deuxième édition parue en 1818 contenait 36 pièces. Parmi les changements effectués dans Hamlet, la mort d'Ophélie fut changée pour suggérer une mort accidentelle au lieu d'un suicide.

## Bowdlerisation
Ses versions expurgées furent l’objet de critiques et moqueries sous le verbe bowdlerise ou bowdlerize et le nom bowdlerisation (ou bowdlerization).
Ce terme sert de nos jours à désigner en anglais une censure prude de littérature, d’un film ou d’un programme de télévision, par exemple « a bowdlerised movie ».
On peut comparer, en France, l’expression ad usum Delphini (« à l’usage du Dauphin »), désignant les éditions des classiques latins entreprises, sous la direction de Bossuet et de Huet, pour le Dauphin, fils de Louis XIV, et dont on avait retranché les passages trop crus. 

## Joueur d'échecs
Thomas Bowdler était également renommé comme joueur d'échecs et disputa plusieurs parties contre le Français François-André Danican Philidor.

## Source
- (en) Cet article est partiellement ou en totalité issu de l’article de Wikipédia en anglais intitulé « Thomas Bowdler » (voir la liste des auteurs).